# Friedrich Uthemann
Friedrich Uthemann (* 18. Oktober 1851 in Wittstock, Ostprignitz; † 23. Januar 1921 in Kiel) war ein deutscher Maschinenbauingenieur.

## Leben
Friedrich Uthemann besuchte die Realschule I. Ordnung in Wittstock, danach die Provinzial-Gewerbeschulen in Potsdam und Hagen. Im Anschluss studierte er nach einer praktischen Ausbildung bei der Maschinenfabrik Brinkmann in Witten Maschinenbau an der Königlichen Gewerbeakademie Berlin. Am 1. Februar 1871 trat er als Einjährig-Freiwilliger seinen Dienst als Maschinenapplikant bei der I. Werftdivision in Kiel an. Sein Studium beendete er im Juli 1874 mit der Diplomprüfung.
Nach seinem Studium arbeitete Friedrich Uthemann zunächst als Konstrukteur bei der Sächsischen Maschinenfabrik in Chemnitz, danach bei Vulcan in Stettin. Zum Jahresbeginn 1876 begann er zunächst probeweise seinen Dienst als Marine-Maschinenbau-Ingenieur-Aspirant bei der Kaiserlichen Werft Danzig. Im Mai 1877 erfolgte die Festanstellung als Marine-Maschinenbau-Unteringenieur. Ab 1881 war Uthemann zur Admiralität nach Berlin abkommandiert, verließ diese aber 1884 auf eigenen Wunsch. Bei der Kaiserlichen Werft Kiel wurde er 1888 Maschinenbauingenieur, 1890 Marine-Maschinenbaumeister, 1891 außeretatmäßiger Bauinspektor, 1893 etatmäßiger Bauinspektor, 1897 Marinebaurat und Maschinenbau-Betriebsdirektor und 1899 Marinebaurat mit dem Rang eines Fregattenkapitäns. Im November 1899 wurde er nach Danzig versetzt, wo er im Februar 1900 zum Geheimen Marinebaurat und Maschinenbaudirektor befördert wurde. Eine 1904 angeordnete dauerhafte Versetzung in die Konstruktionsabteilung des in Berlin ansässigen Reichsmarineamtes lehnte er ab. 1906 übernahm er als Ressortdirektor für Maschinenbau die Leitung des Technischen Büros für Torpedowesen in Kiel, die er über zehn Jahre bis zu seinem krankheitsbedingten Ausscheiden innehatte. Im Mai 1917 wurde er als Wirklicher Geheimer Marinebaurat mit dem persönlichen Rang eines Kontreadmirals verbunden mit der Erlaubnis zum Tragen der Uniform in den Ruhestand entlassen.
Friedrich Uthemann war Mitglied des Vereins Deutscher Ingenieure (VDI) und Vorsitzender des schleswig-holsteinischen Bezirksvereins des VDI. Er gehörte auch der Schiffbautechnischen Gesellschaft an.
Friedrich Uthemann erhielt diverse Auszeichnungen, darunter den Roten Adlerorden 4. Klasse. Er wurde auf dem Kieler Nordfriedhof beigesetzt. Dort war bereits sein ältester Sohn bestattet worden, der als Fliegeroffizier während des Ersten Weltkriegs abgestürzt war.